# Juice (chanson)
Singles de Lizzo
Boys
(2019) Blame It on Your Love
(2019)
Juice est un single musical de la chanteuse américaine Lizzo.

## Classements
| Classement (2019)               | Meilleure position |
| ------------------------------- | ------------------ |
| Belgique (Flandre Ultratip 100) | 5                  |
| Belgique (Wallonie Ultratip 50) | 19                 |
| Écosse (OCC)                    | 14                 |
| France (SNEP)                   | 100                |
| France (SNEP Ventes)            | 9                  |
| États-Unis (Hot 100)            | 93                 |
| États-Unis (Adult Pop Songs)    | 37                 |
| États-Unis (Dance Club Songs)   | 44                 |
| États-Unis (R&B/Hip-Hop Songs)  | 39                 |
| États-Unis (Pop Airplay)        | 28                 |
| Italie (FIMI)                   | 89                 |
| Royaume-Uni (UK Singles Chart)  | 38                 |